# Burmistrzowie i zarządcy Sanoka
Lista burmistrzów i zarządców Sanoka, obejmująca także inne posady o najwyższym statusie w mieście.
Siedzibą burmistrzów sanockich zostały budynki przy miejscowym rynku – wpierw ratusz przy ul. Rynek 16, później ratusz przy ul. Rynek 1.

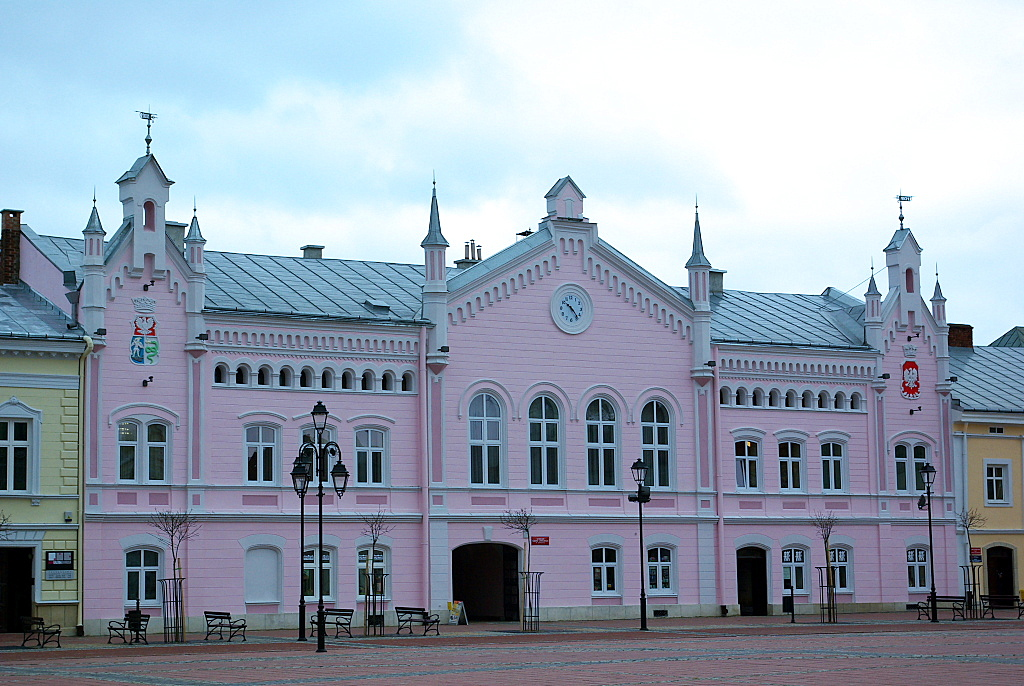
Ratusz w Sanoku - pierwotna siedziba władz miasta przy ulicy Rynek 16

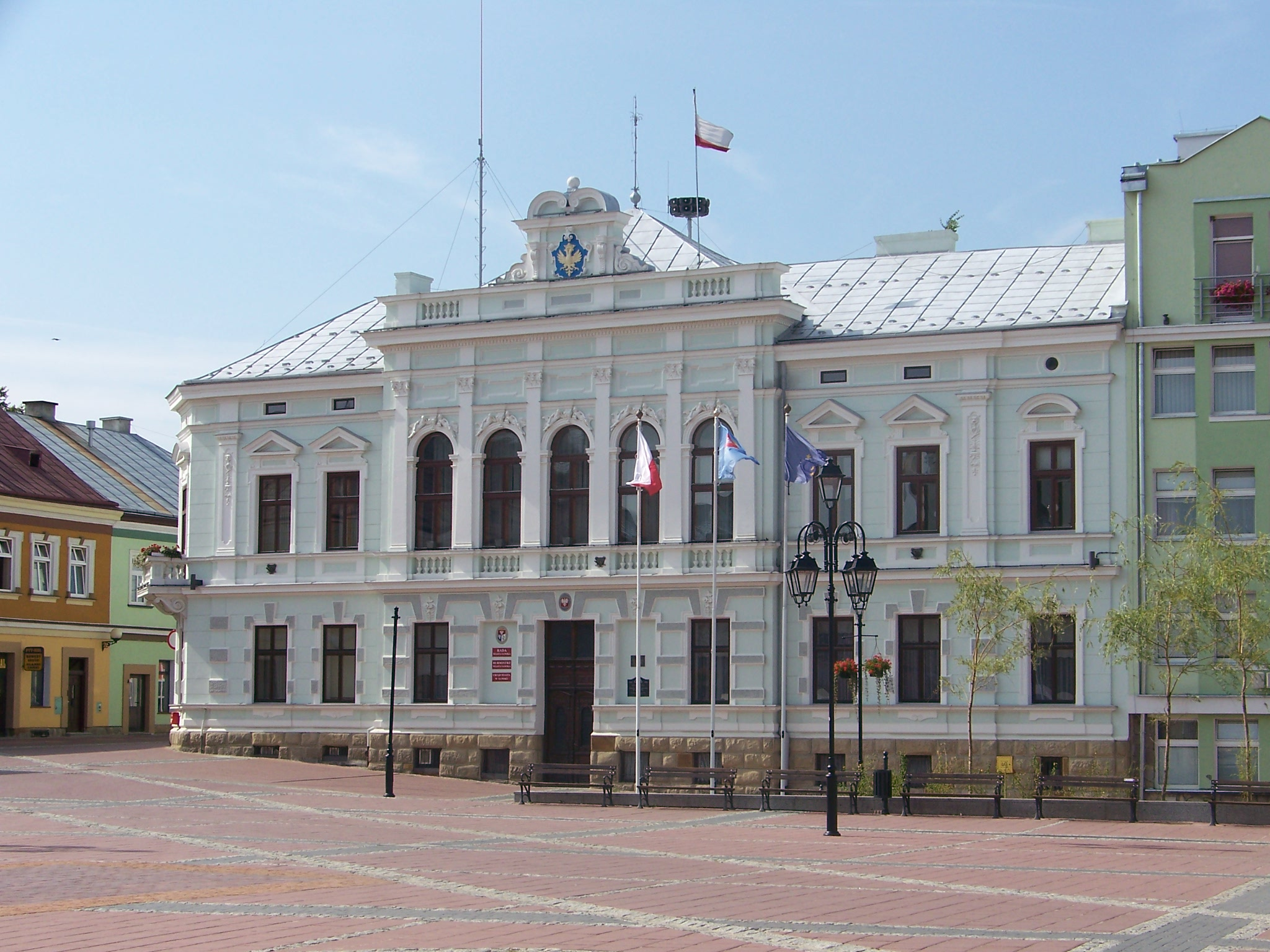
Ratusz - obecna siedziba urzędu burmistrza przy ulicy Rynek 1

## Lista
Zabór austriacki
- Adam Piątkowski (ok. 1. dekada XIX wieku)[2]
- Jan Marcinkiewicz (prezydujący syndyk w magistracie, od ok. 1821 do ok. 1826 jednocześnie tytularny burmistrz)[a][3][2]
- ok. 1826/1829 stanowisko prezydującego syndyka nieobsadzone[4][b][5]

Burmistrzowie (naczelnicy) gminy miasta Sanoka
- Wojciech Foedrich[c] (od ok. 1829 do ok. 1832)[6][2]
- 1832/1833 stanowisko nieobsadzone[7]
- Antoni Piątkowski (od ok. 1833 do ok. 1836)[8]
- 1836/1837 stanowisko nieobsadzone[9]
- Michał Fiałkiewicz (od ok. 1837 do ok. 1847)[10][11]
- Jakub Krulikiewicz (od ok. 1847 do ok. 1853)[12][13]

naczelnik (zwierzchnik) gminy (niem. Gemeindevorsteher) w urzędzie obwodowym w Sanoku w ramach cyrkułu sanockiego:
- Józef Gutkowski (od ok. 1853 do ok. 1854)[14][13]
- Albin Gołkowski (od ok. 1854)[15][d]
- Jerzy Rapf (od ok. 1856/1857 do ok. 1861)[16][13]
- Sebastian Piątkowski (od ok. 1861 do ok. 1862)[17]
- Jan Zarewicz (od ok. 1862)[18][13]
- Jerzy Rapf (1865-1867)[13]

Autonomia galicyjska
- Erazm Łobaczewski (1867 – 1 listopada 1868[19])
- Jan Okołowicz (10 listopada 1868[20] - 20 sierpnia 1872)
- Cyryl Jaksa Ładyżyński (1872 – 6 listopada 1897)
- Aital Witoszyński (22 grudnia 1898 – 14 lutego 1905)[21][22]
- Feliks Giela (14 lutego 1905 – 1912)
- Paweł Biedka (2 kwietnia 1914[23] - sierpień 1919; po wybuchu I wojny światowej od 2 września 1914 przebywał w Wiedniu[24], władzę w Sanoku sprawowali niżej wymienieni, zaś on po swoim powrocie przejął obowiązki burmistrza 1 lipca 1915[25])
  - Rudnicki (jesień 1914 – 11 maja 1915, okupacja rosyjska)[26][27]
  - Stanisław Niedzielski (11 maja 1915 – 30 czerwca 1915)[28][e]

II Rzeczpospolita
- Marian Kawski (sierpień 1919 – 4 maja 1920)
- Michał Słuszkiewicz (11 maja 1920 – 18 września 1924)
- Adam Pytel (18 września 1924 – 12 stycznia 1928)
- Jan Porajewski (12 stycznia 1928 – 10 maja 1929)
- Tadeusz Malawski (28 października 1929 – 1934)
- Jan Rajchel (3 marca 1934 – początek 1937)
- Maksymilian Słuszkiewicz (25 maja 1937-10 września 1939)

Okupacja niemiecka
- Stepan Wanczycki (10 września 1939 – 30 września 1939)
- Erich Märkl (30 września 1939 – 1940), komisarz miasta[29]
- Josef Märkl (1940-1943), komisarz miasta, ojciec Ericha
- dr Johann Lazor, komisarz miasta[30]
- Wolfgang Dreier (1943–1944), komisarz miasta

Polska Ludowa i Polska Rzeczpospolita Ludowa
- Józef Bubella – burmistrz (od 10 sierpnia 1944)[31]
- Juliusz Bruna (1944)[32]
- Stanisław Lisowski – burmistrz (28 listopada 1944 – 10 lipca 1946) – burmistrz
- Michał Hipner – burmistrz (10 lipca 1946 – 15 marca 1949) – burmistrz
- Józef Dąbrowski – burmistrz (14 maja 1949 – 30 czerwca 1950), przewodniczący Prezydium Miejskiej Rady Narodowej (30 czerwca 1950 – 31 grudnia 1951)
- Adam Miler[f] – przewodniczący Prezydium Miejskiej Rady Narodowej (31 stycznia 1952 – grudzień 1954)[33]
- Kazimierz Surman – przewodniczący Prezydium Miejskiej Rady Narodowej (1 grudnia 1954 – 31 marca 1956)
- Tadeusz Powrózek – przewodniczący Prezydium Miejskiej Rady Narodowej (26 marca 1956 – 29 listopada 1956)
- Andrzej Szczudlik – przewodniczący Prezydium Miejskiej Rady Narodowej (29 listopada 1956 – 15 lutego 1958)
- Stanisław Potocki – przewodniczący Prezydium Miejskiej Rady Narodowej (15 lutego 1958 – 5 listopada 1959)
- Tadeusz Wojtowicz – przewodniczący Prezydium Miejskiej Rady Narodowej (27 listopada 1959 – 2 lutego 1961)
- Jan Łysakowski – przewodniczący Prezydium Miejskiej Rady Narodowej (25 kwietnia 1961 – 4 czerwca 1962)
- Leszek Rychter – przewodniczący Prezydium Miejskiej Rady Narodowej (4 czerwca 1962 – wiosna 1971)
- Kazimierz Grabowski – przewodniczący Prezydium Miejskiej Rady Narodowej (1971–1972)
- Wiesław Skałkowski – przewodniczący Prezydium Miejskiej Rady Narodowej (1972–1975)
- Wiesław Skałkowski – naczelnik miasta (1975–1979)
- Ryszard Grzebień – naczelnik miasta (27 marca 1979 – 29 grudnia 1989)

III Rzeczpospolita
- Witold Przybyło – naczelnik miasta (31 stycznia 1990 – maj 1990)[34]
- Witold Przybyło – burmistrz (18 maja 1990–1994)
- Edward Olejko (30 sierpnia 1994–1998)[35]
- Zbigniew Daszyk (1998–2002)
- Wojciech Blecharczyk (2002–2014)[36][37]
- Tadeusz Pióro (8 grudnia 2014 – 16 listopada 2018)[38]
- Tomasz Matuszewski (16 listopada 2018 – )[39]